# Barmalejfontein

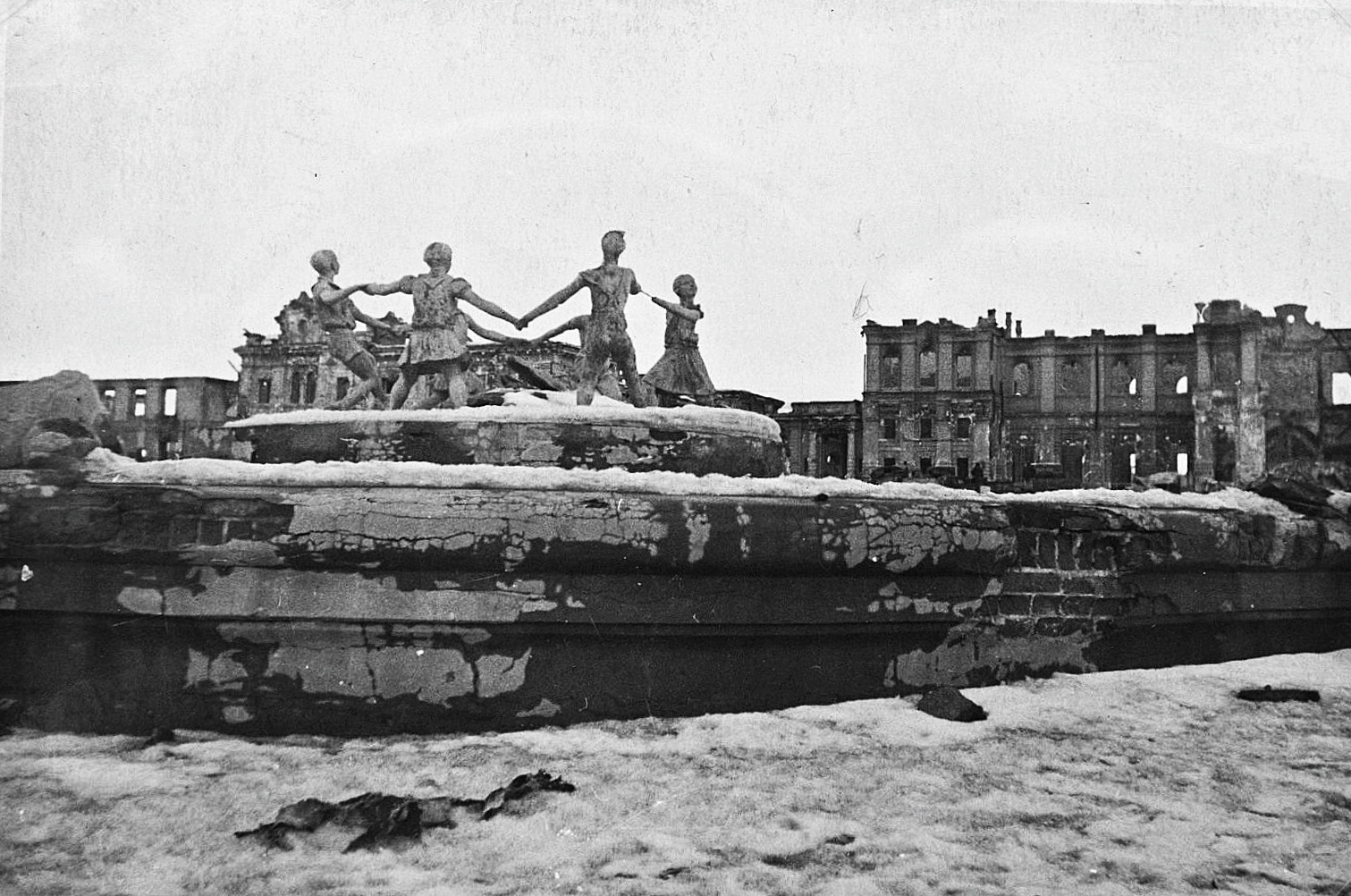
de Barmalejfontein; foto van Sergej Stroennikov

De Barmalejfontein (Russisch: фонтан Бармалей, fontan Barmalej) is een voormalige fontein in de Russische stad Wolgograd (voormalig Stalingrad).
Het ontwerp is gebaseerd op een sprookje van Kornej Tsjoekovski en stelt zes kinderen voor die om een krokodil heen dansen. Deze dans is een chorovod, een Russische kringdans.
De fontein werd zwaar beschadigd tijdens de slag om Stalingrad en werd beroemd door een foto van oorlogsfotograaf Emmanoeil Jevzerichin. De fontein werd na de Tweede Wereldoorlog gerestaureerd maar in de jaren vijftig verwijderd. Later werd een tweetal replica's geplaatst.
Een replica van de Barmaleifontein is te zien in de films Enemy at the Gates (over de slag om Stalingrad) en A Clockwork Orange. In de film V for Vendetta komt een monument voor dat lijkt op de fontein.